# Ishii Shigeo
Ishii Shigeo (japanisch 石井 茂雄; geb. 1933 in Tōkyō; gest. 8. August 1962) war ein japanischer Maler der Yōga-Richtung während der Shōwa-Zeit.

## Leben und Werk
Ishii Shigeo, ein Vetter von Yoko Ono, wurde 1945 Schüler von Miwa Takashi an der Kunstfachschule Asagaya (阿佐ヶ谷美術専門学校, Asagaya bijutsu semmon gakkō). Er wechselte dann zum von Nishimura Isaku begründeten Bunka Gakuin (文化学院) und erwarb dort 1950 seinen Abschluss. 1955 gründete er die „Diskussionsrunde für Künstler“ (製作者懇談会, Seisakusha kondankai). 1956 wurden Werke beim Friedens- und Freundschaftsfest der Sowjetunion angekauft.
1958 begann Ishii ein Studium bei Sugano Yō. 1959 wurde er Mitglied des „Clubs der Avantgarde-Künstler Japans“ (日本アヴァンギャルド美術家クラブ, Nihon avangyarudo bijutsuka kurabu). 1960 erhielt er den Preis der Japanischen Graphik-Vereinigung.
Die Verschlimmerung seines chronischen Asthmas führte 1960 zum frühen Tod.

## Bilder

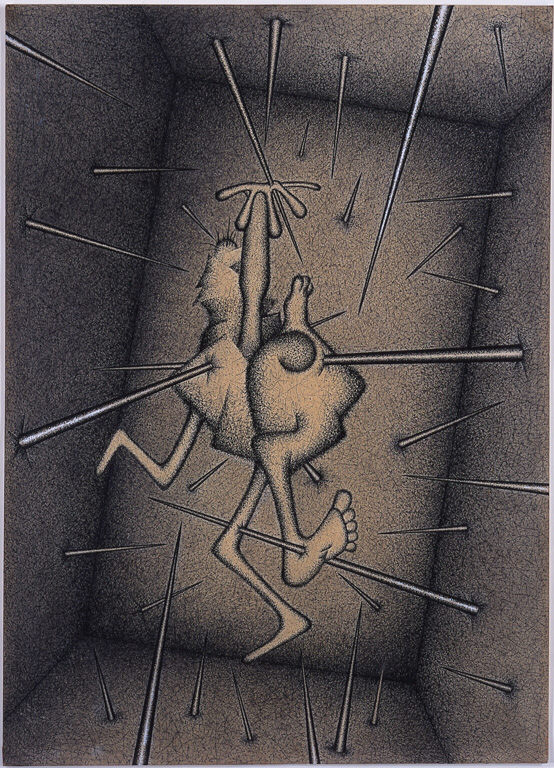
„Zimmer im Kriegs-zustand“, 1955
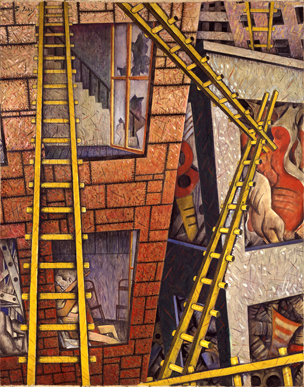
„Unsichere Stadt“, 1956
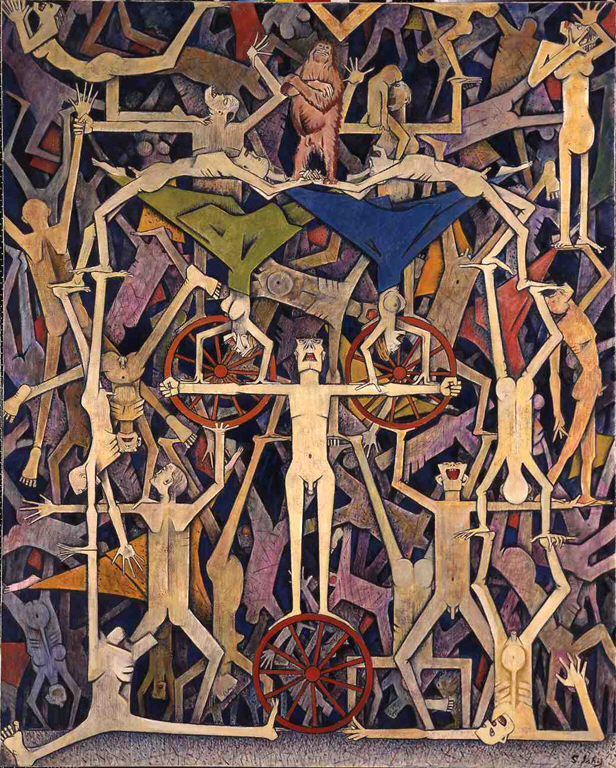
„Akrobatik“, 1956
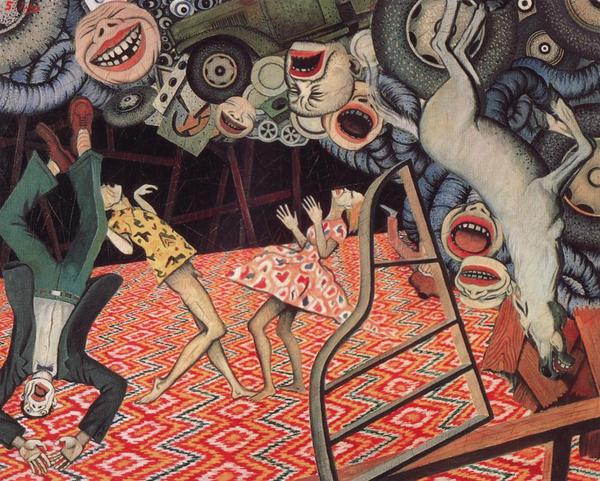
„Akrobatik“, 1957
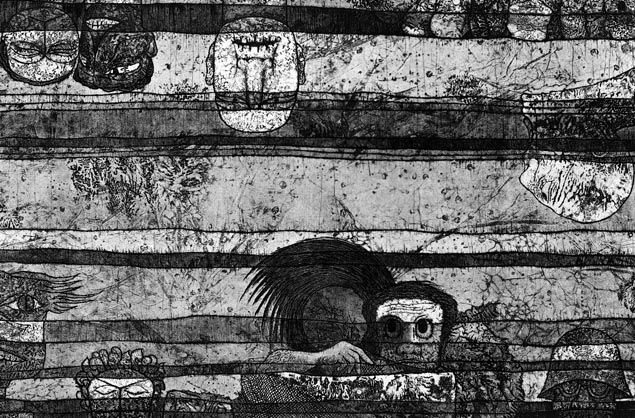
Talent B, 1960

1. 1 2  Aus der Gewalt-Serie.